# HMS C4
HMS C4 – brytyjski okręt podwodny typu C. Zbudowany w latach 1905–1906 w Vickers w Barrow-in-Furness. Okręt został wodowany 18 października 1906 roku i rozpoczął służbę w Royal Navy 13 marca 1907 roku. 
W 1914 roku C4 stacjonował w Sheerness przydzielony do Piątej Flotylli Okrętów Podwodnych (5th Submarine Flotilla) pod dowództwem Lt. Alfred E. Whitehousea. 
Okręt został sprzedany 28 lutego 1922 roku i zezłomowany.